# Тихая (река, Сахалин)
Тихая — река на острове Сахалин. Длина реки — 17 км. Площадь водосборного бассейна — 91 км².
Начинается на склоне горы Владимировка в сосновом лесу восточнее железнодорожной станции Цапко. Течёт на юг вдоль Камышового хребта. Впадает в Охотское море.
Вдоль реки проходят автомобильная и железная дороги Поронайск-Южно-Сахалинск.
Протекает по территории Макаровского городского округа Сахалинской области.
Основные притоки — Световка (лв), Петровка (пр), Ореховка, Лесничиха, Охра (все — лв), Моза, Дуэт (обе — пр).

## Данные водного реестра
По данным государственного водного реестра России относится к Амурскому бассейновому округу.
Код объекта в государственном водном реестре — 20050000212118300005376.